# Ramiro Ledesma
Ramiro Ledesma Ramos (* 23. Mai 1905 in Alfaraz de Sayago, Provinz Zamora; † 29. Oktober 1936 in Aravaca bei Madrid (hingerichtet)) war ein spanischer Philosoph und faschistischer Politiker.

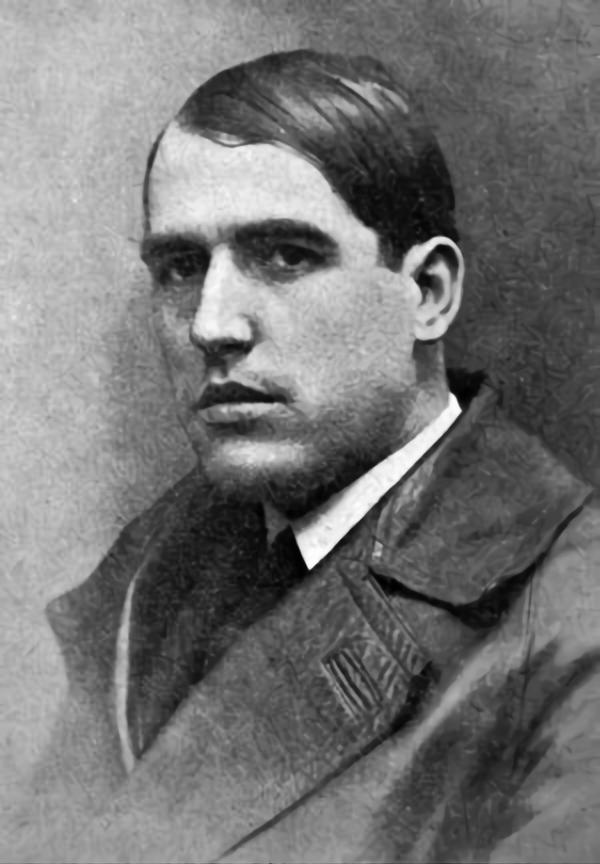
Ramiro Ledesma (circa 1930)

Ledesma stammte aus einer armen Familie und arbeitete zunächst beim örtlichen Postamt. In seiner freien Zeit studierte er Philosophie (Filosofía y Letras) sowie Physik und Mathematik und absolvierte in beiden Studiengängen die Licenciatura an der Universität von Madrid. Er war tief von den deutschen Philosophen seiner Zeit beeinflusst, besonders von Heidegger.
Seit Ende der 1920er Jahre arbeitete er als Schüler von José Ortega y Gasset an der Zeitschrift Revista de Occidente und auch an der Gaceta Literaria mit. Ledesma kritisierte heftig Liberalismus und Kapitalismus sowie den Kommunismus. Als Alternative bezeichnete er den Nationalsyndikalismus.
Kurz vor Ausrufung der Zweiten Republik begründete er im März 1931 die faschistische Wochenzeitung La Conquista del Estado, eine Nachahmung der italienischen La conquista dello Stato. Das Blatt erschien bis zum Oktober 1931 dreiundzwanzigmal.
 Die erste Ausgabe dieser Zeitung propagierte die Grundlagen der nationalsyndikalistisch-faschistischen Ideologie Ledesmas:
1. Den Vorrang des Staates in allen Belangen
2. die Stärkung und Einung der spanischen Nation und Kultur
3. die Heraushebung der Universitäten bei allen intellektuellen und wirtschaftlichen Prozessen
4. eine Art Dezentralisierung, die Entscheidungskompetenz und Autonomie auf die Gemeinde-, Bezirks- und Provinzebene verlagert
5. die Verankerung einer syndikalistischen, d. h. Arbeiter und Arbeitgeber in „vertikalen Gewerkschaften“ zusammenschließenden Wirtschaftsstruktur.

Nach der Publikation und aufgrund weiterer publizistischer und politischer Betätigungen (gewertet als „Komplott gegen die Republik“) verbrachte Ledesma 1931 und 1932 jeweils mehrere Tage, 1933 sogar zwei Monate im Gefängnis.
Im Oktober 1931 galt Ledesma als der intellektuelle Kopf während der Gründung der Juntas de Ofensiva Nacional Sindicalista (JONS, Vereinigungen der Nationalsyndikalistischen Offensive). Dies war eine faschistische Bewegung eigener Prägung. Die JONS litten von Anfang an Geldmangel, zeigte sich aber organisatorisch und ideologisch gefestigt. Ledesma war von der Entwicklung in Deutschland beeindruckt und hegte Sympathien für den Nationalsozialismus, im Gegensatz zum Anführer der 1933 gegründeten Falange Española, José Antonio Primo de Rivera. Dennoch fusionierten 1934 die JONS mit der Falange Española, die wiederum nicht an Geldmangel, wohl aber an mangelnder ideologischer Klarheit litt.
Die neue Partei nannte sich Falange Española de las JONS. Ihre Symbole, Joch und Pfeilbündel, hatte Ledesma ausgewählt; diese hatte er von den Reyes Católicos übernommen. Ledesma gilt auch als der Schöpfer der Leitsprüche „¡Arriba España!“ (dt. etwa Auf, auf Spanien!) und „Una, grande y libre“ (dt. Eins, groß und frei).
Bei den Wahlen im Februar 1936 errang die F.E. y de las JONS drei Sitze in den Cortes, wurde aber von der Regierung infolge der terroristischen Aktivitäten der Partei verboten und konnte ihre Mandate nicht ausüben. Danach zerfiel die Partei, und Ledesma trat wegen ideologischer Meinungsverschiedenheiten mit Primo de Rivera aus ihr aus. Die JONS wurden erneut begründet, was aber erfolglos verlief, da die meisten ihrer Anhänger die Bezeichnung F.E. y de las JONS beibehielten. Im März 1936 wurde Ramiro Ledesma durch die republikanische Regierung interniert und später, nach Ausbruch des Spanischen Bürgerkriegs, hingerichtet.